# NGC 4311
NGC 4311 je jedan do danas nepotvrđen objekt u zviježđu Berenikinoj kosi. Sva promatranja poslije nisu na tom položaju uočila nikoji objekt.

## Vanjske poveznice
- (eng.) SEDS: NGC 4311
- (eng.) Revidirani Novi opći katalog
- (eng.) Izvangalaktička baza podataka NASA-e i IPAC-a
- (eng.) Astronomska baza podataka SIMBAD
- (eng.) VizieR